# Jackie Pretorius
Jacobus „Jackie“ Pretorius (* 22. November 1934 in Potchefstroom; † 30. März 2009 in Johannesburg) war ein südafrikanischer Autorennfahrer.

## Karriere
Jackie Pretorius war einer der Spitzenfahrer in der Südafrikanischen Formel-1-Meisterschaft der 1960er-Jahre. 1966 wurde er Neunter auf einem Lotus beim in diesem Jahr nicht zur Weltmeisterschaft zählenden Großen Preis von Südafrika. Zwischen 1968 und 1970 feierte er Erfolge mit Monopostos und Sportwagen von Lola. 
Sein Debüt in der Formel-1-Weltmeisterschaft gab er 1968 beim Großen Preis von Südafrika in Kyalami. Mit dem Brabham BT11 des Team Pretoria kam er mit einem Rückstand von 10 Runden auf den Sieger Jim Clark ins Ziel und wurde nicht klassiert. Auch 1971 und 1973 war Pretorious beim Großen Preis von Südafrika am Start. 1973 übernahm er einen Werkswagen von Frank Williams, nachdem dessen Stammfahrer Nanni Galli sich bei einer Testfahrt schwer verletzt hatte. Bei beiden Rennen musste er wegen technischer Defekte das Rennen vor dem Fallen der Zielflagge aufgeben.
Sein bestes Jahr in der Meisterschaft seines Heimatlandes hatte er 1971, als er für das Team Gunston zwei Wertungsläufe gewinnen konnte.
Rund drei Wochen vor seinem Tod hatte man Pretorius nach einem Überfall in ein Krankenhaus eingeliefert. Dabei hatte er schwere Verletzungen erlitten, die in Folge zu einem Herzinfarkt führten, dem er erlag. Etwa fünf Jahre zuvor war er bei einem ähnlichen Überfall schon einmal schwer verletzt worden, während seine Ehefrau Shirley bei diesem Angriff ihr Leben verloren hatte.